# كيشورن والكوت
كيشورن "كيشي" والكوت (من مواليد 2 أبريل 1993) هو لاعب ألعاب قوى أولمبي تريباغوني في سباقات المضمار والميدان يتنافس في رمي الرمح، فاز بالميدالية الذهبية في عام 2012. وهو أول رياضي من منطقة البحر الكاريبي، وكذلك من أصل أفريقي يفوز بالميدالية الذهبية في مسابقة الرمي في تاريخ الألعاب الأولمبية. كما أنه صاحب الرقم القياسي للناشئين في أمريكا الشمالية والوسطى والبحر الكاريبي.
والكوت هو أصغر حائز على ميدالية ذهبية أولمبية في رمي الرمح للرجال (19 عامًا و131 يومًا)، وأول رياضي في أي حدث في سباقات المضمار والميدان يفوز بلقب العالم للناشئين والأولمبياد في حدث فردي في نفس العام.